# Gravissimum Educationis
Gravissimum Educationis (en latín «extrema importancia de la educación»), también conocido como Declaración sobre la educación cristiana es la declaración del Concilio Vaticano II respecto a la educación. Fue aprobada por 2290 votos favorables frente a 35 en contra y promulgada por el papa Pablo VI el 28 de octubre de 1965.
Su título, como es habitual en documentos de la Iglesia católica, deriva de las primeras palabras del texto.

## Contenido
1. Derecho universal a la educación y su noción
2. La educación cristiana
3. Los educadores
4. Varios medios para la educación cristiana
5. Importancia de la escuela
6. Obligaciones y derechos de los padres
7. La educación moral y religiosa en todas las escuelas
8. Las escuelas católicas
9. Diversas clases de escuelas católicas
10. Facultades y universidades católicas
11. Facultades de Ciencias Sagradas
12. La coordinación escolar
13. Conclusión

## FundaciónGravissimum Educationis
El 28 de octubre de 2015 Papa Francisco, con documento autógrafo, constituyó la Fundación Gravissimum Educationis para persigue finalidades científicas y culturales también para promover la educación católica en el mundo.
En el desempeño de sus actividades, la Fundación se inspira en los documentos del Magisterio de la Iglesia emanados a partir de la Declaración Gravissimum educationis en materia de educación, escuela y universidad. En particular, la Fundación se compromete a: promover la investigación, estudios y publicaciones sobre el pensamiento de la Iglesia referidos a la educación y a la cultura católica a niveles escolar y universitario; apoyar y organizar congresos y eventos internacionales de carácter científico sobre temas y proyectos específicos; adjudicar premios a instituciones y estudiosos que se destacan por especiales méritos en la actividad y/o en la investigación científica relacionada con la educación y la cultura católica; crear redes y formas de cooperación entre las instituciones educativas con respecto a la formación y a la cualificación del personal directivo, como también a la comunicación de nuevos descubrimientos e investigaciones científicas; consolidar relaciones y cooperaciones entre organizaciones e instituciones internacionales que se dedican a la educación.